# Agape chloropyga
Agape chloropyga là một loài bướm đêm thuộc họ Erebidae. Nó được tìm thấy ở Malaysia tới miền đông Úc, bao gồm Borneo và Papua New Guinea.
Sải cánh dài khoảng 60 mm.

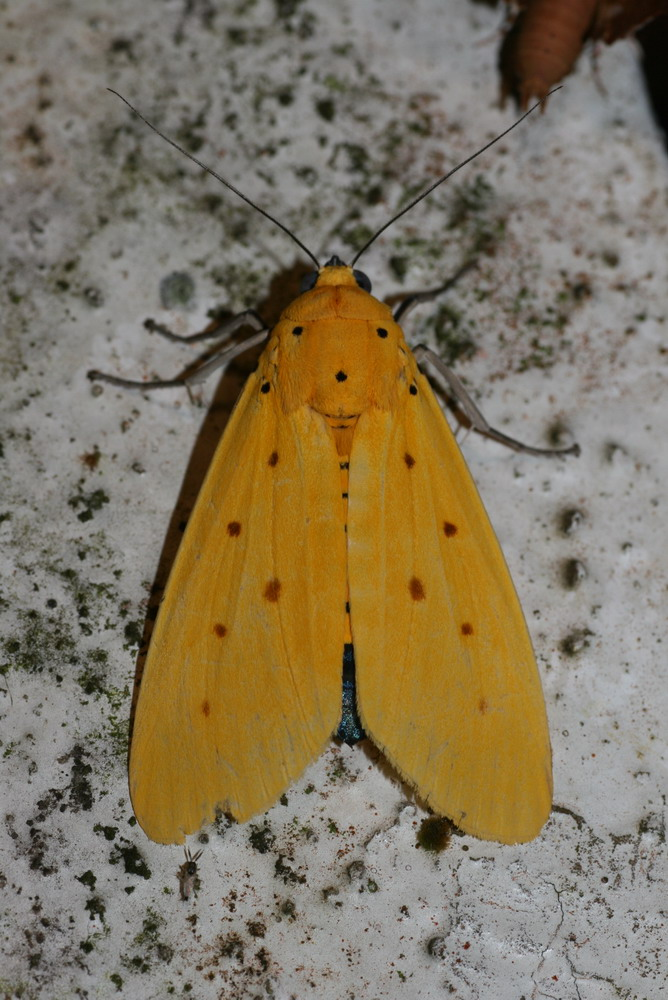

Ấu trùng ăn lá các loài Moraceae, bao gồm Ficus macrophylla và Ficus microcarpa.